# لي تيرجيسين
لي تيرجيسين (بالإنجليزية: Lee Tergesen)‏ هو ممثل أمريكي، ولد في 8 يوليو 1965 في الولايات المتحدة.

## أعمال

### أفلام
- (1991) نقطة فاصلة[3]
- (2000) شافت[4]
- (2003) وحش
- (2006) البداية[5][6]
- (2012) الذيول الحمراء[7]
- (2012) ذا كولكشن

### مسلسلات
- أو زد
- الأمريكيون[8]
- الإبتدائية[9][10][11]
- جاغ
- التحقيق في موقع الجريمة
- عقول إجرامية
- كاسل
- هاواي فايف أو
- هاوس

## وصلات خارجية
- لي تيرجيسين على موقع IMDb (الإنجليزية)
- لي تيرجيسين على موقع ألو سيني (الفرنسية)
- لي تيرجيسين على موقع أول موفي (الإنجليزية)
- لي تيرجيسين على موقع قاعدة بيانات الأفلام السويدية (السويدية)
- لي تيرجيسين على موقع إن إن دي بي (الإنجليزية)
- لي تيرجيسين على موقع قاعدة بيانات الفيلم (الإنجليزية)
- لي تيرجيسين على موقع كينوبويسك (الروسية)